# Chapelle Notre-Dame de Kergoat
La chapelle Notre-Dame de Kergoat est une chapelle du XVIe siècle située dans le hameau de Kergoat, sur le territoire de la commune de Quéménéven, dans le département français du Finistère.

## Historique
La chapelle Notre-Dame de Kergoat, construite vers 1560 sur un terrain appartenant à Julien du Cleuz, marquis du Gage, montre « la juxtaposition de deux types architecturaux poussés à leur extrême limite : à l'intérieur, c'est la double rangée de grandes arcades très hautes de type flamboyant, mais si élevées et si écartées qu'elles paraissent impossibles ; à l'extérieur, c'est le jeu de lourds frontons arrondis de pignons et de contreforts à lanternons, comme à Plomodiern, mais ici montés de façon monumentale en grands pans où les fenestrages paraissent démesurés ».

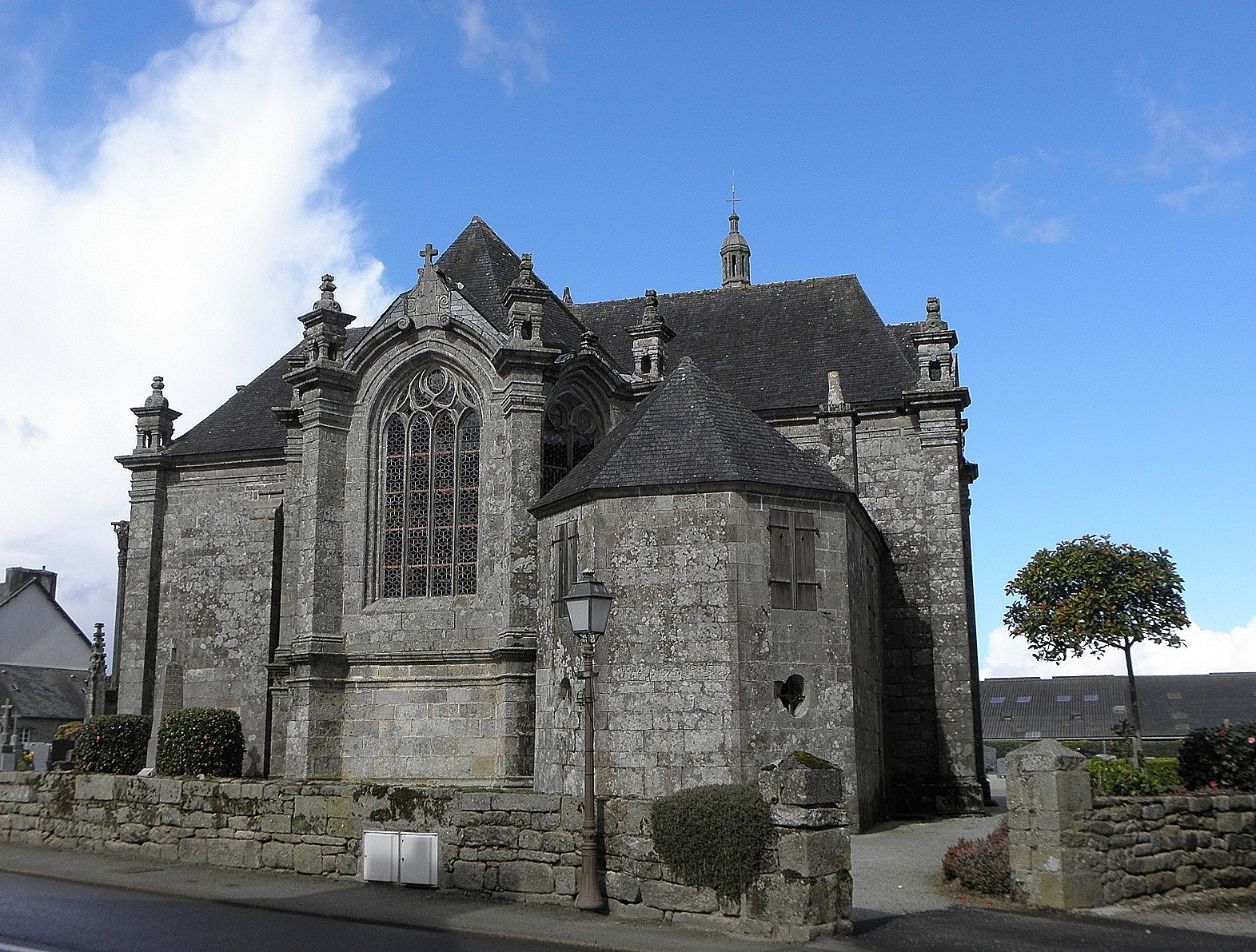
Vue extérieure d'ensemble de la chapelle.
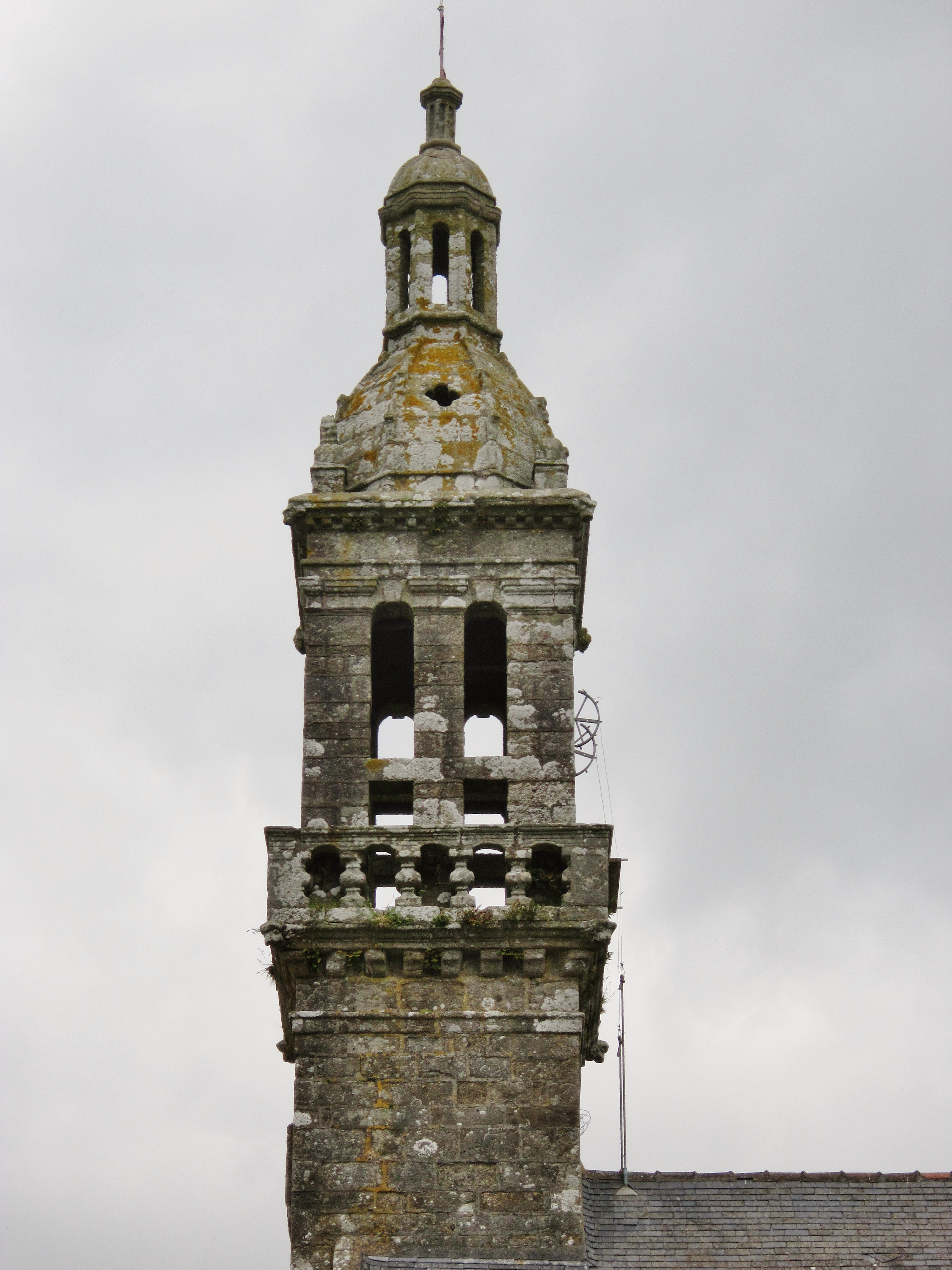
Le clocher de la chapelle.
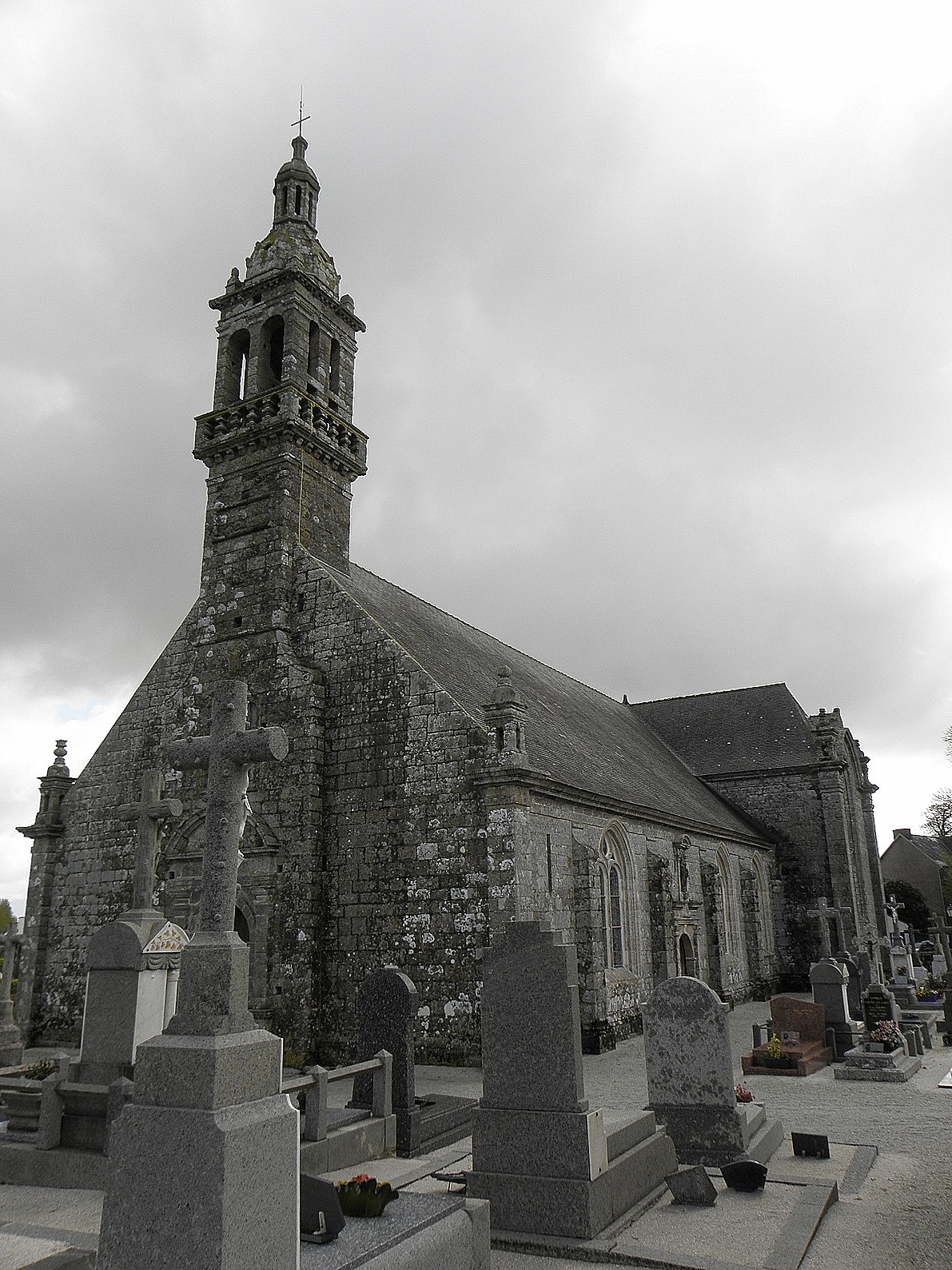
Façade occidentale et flanc méridional.

Jules Breton : Le Pardon de Kergoat (Musée des beaux-arts de Quimper).

Cette chapelle de pèlerinage a profité des dons des pèlerins mais aussi des foires qui avaient lieu à cet endroit. L'ancienne flèche du clocher, abattue par la foudre le 10 décembre 1740, a été remplacée par un clocher à dôme et lanternon. Les travaux, financés en partie par un emprunt consenti par la fabrique de la Chapelle du Ménez-Hom, s'étendent de 1742 à 1764 sous la direction de Guillaume Salaun, architecte à Pleyben. La chapelle conserve son cimetière, au milieu duquel s'élève un calvaire mutilé sculpté d'une pietà.

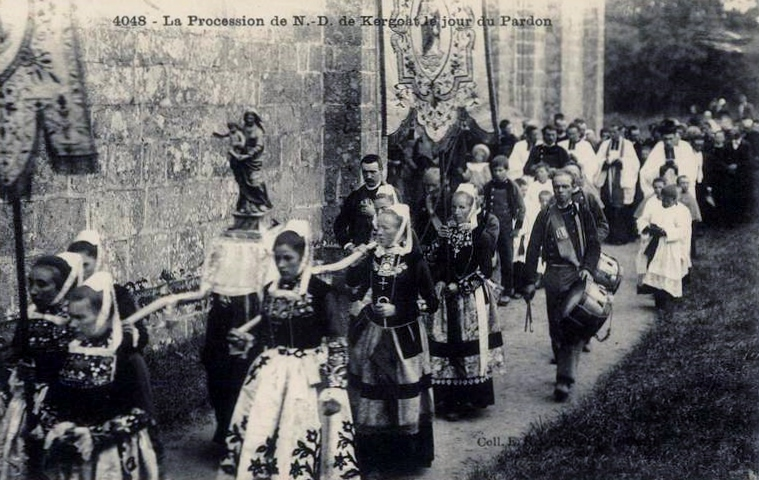
La procession de Notre-Dame de Kergoat le jour du Pardon (carte postale, vers 1920).

La chapelle abritait deux confréries : celle de "Jésus agonisant" existait déjà en 1695 (un bref d'indulgence est accordé cette année-là par le pape Innocent XII aux membres de la confrérie) et celles du Rosaire et du Scapulaire, fondées en 1828.
Un grand Pardon se déroule à Kergoat tous les ans, le dimanche suivant le 15 août. Il est réputé dans toute la Cornouaille depuis le Moyen Âge. Les pèlerins y venaient pour obtenir la guérison d'hémorragies ou de maladies liées au sang. Il est également réputé contre les incendies. Un autre pardon, le "Petit Pardon" était célébré le dimanche de Quasimodo au milieu du XIXe siècle.
Vers la fin de l'Ancien Régime, la chapelle Notre-Dame de Kergoat (avec 1 350 livres de revenus annuels estimés), était la quatrième de l'évêché de Cornouaille pour le montant de ses revenus constitués essentiellement par les offrandes des pèlerins, donc probablement le quatrième pèlerinage le plus fréquenté de l'évêché. 

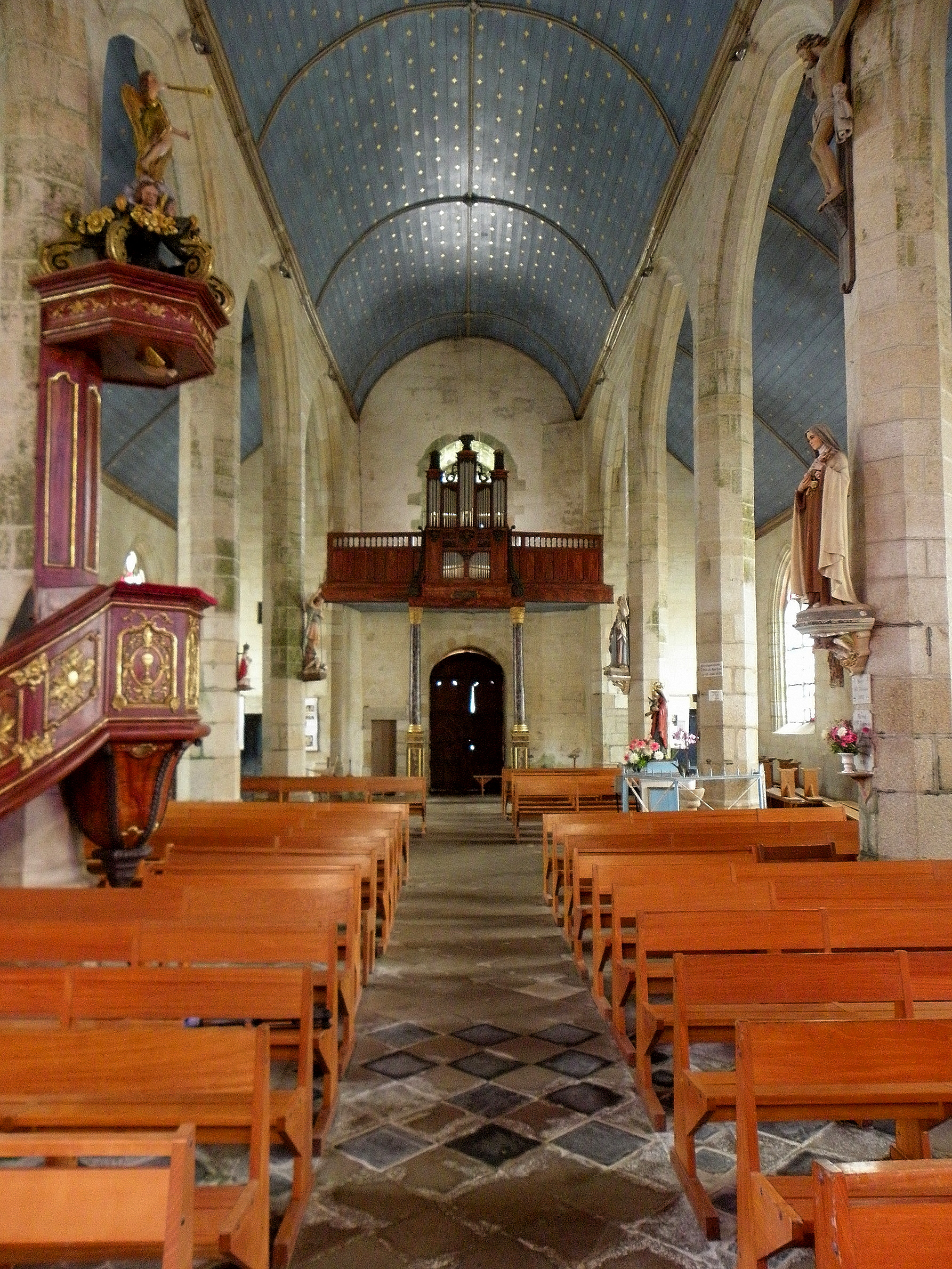
Vue intérieure d'ensemble.
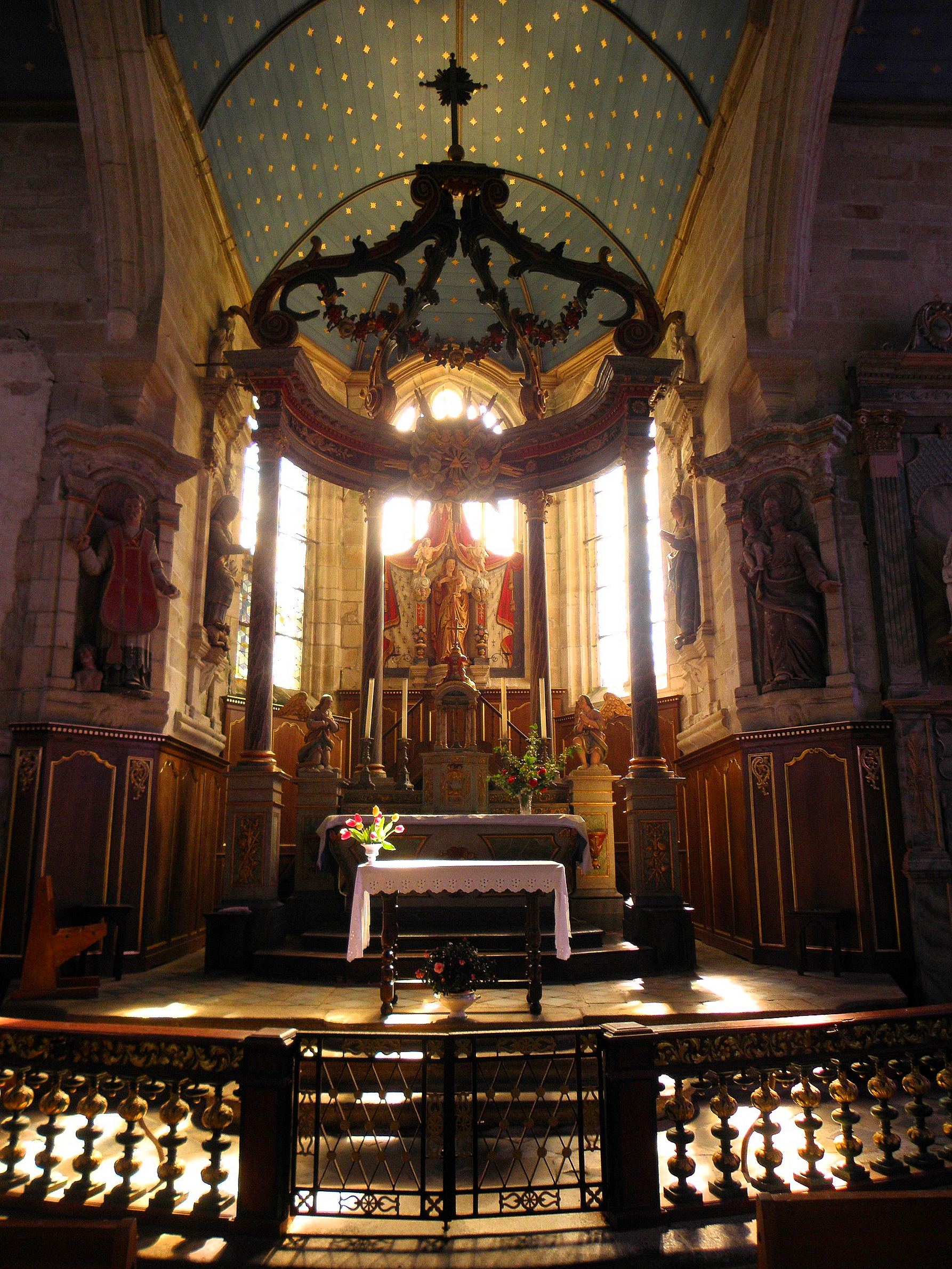
Le maître-autel.
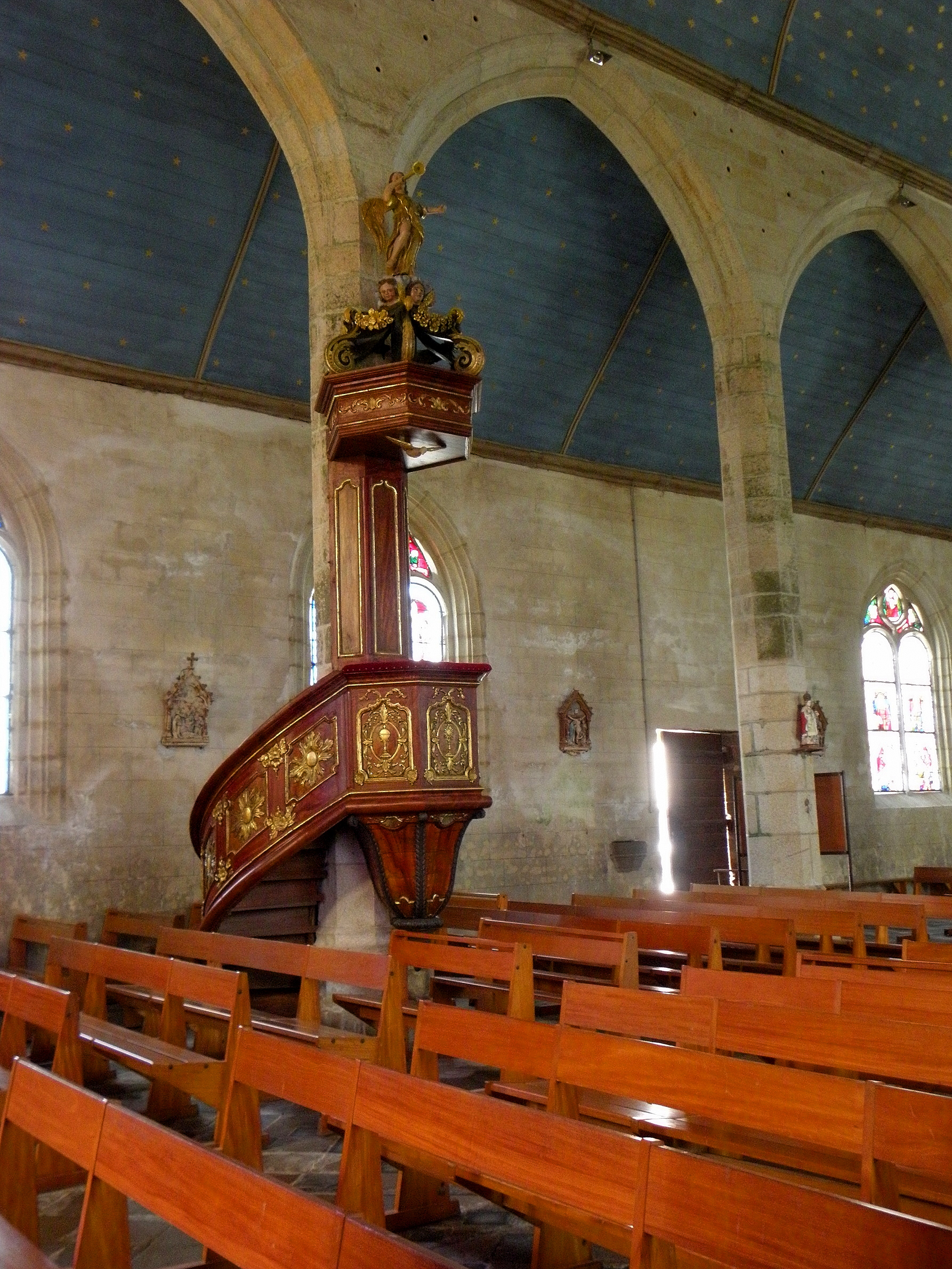
La chaire à prêcher.
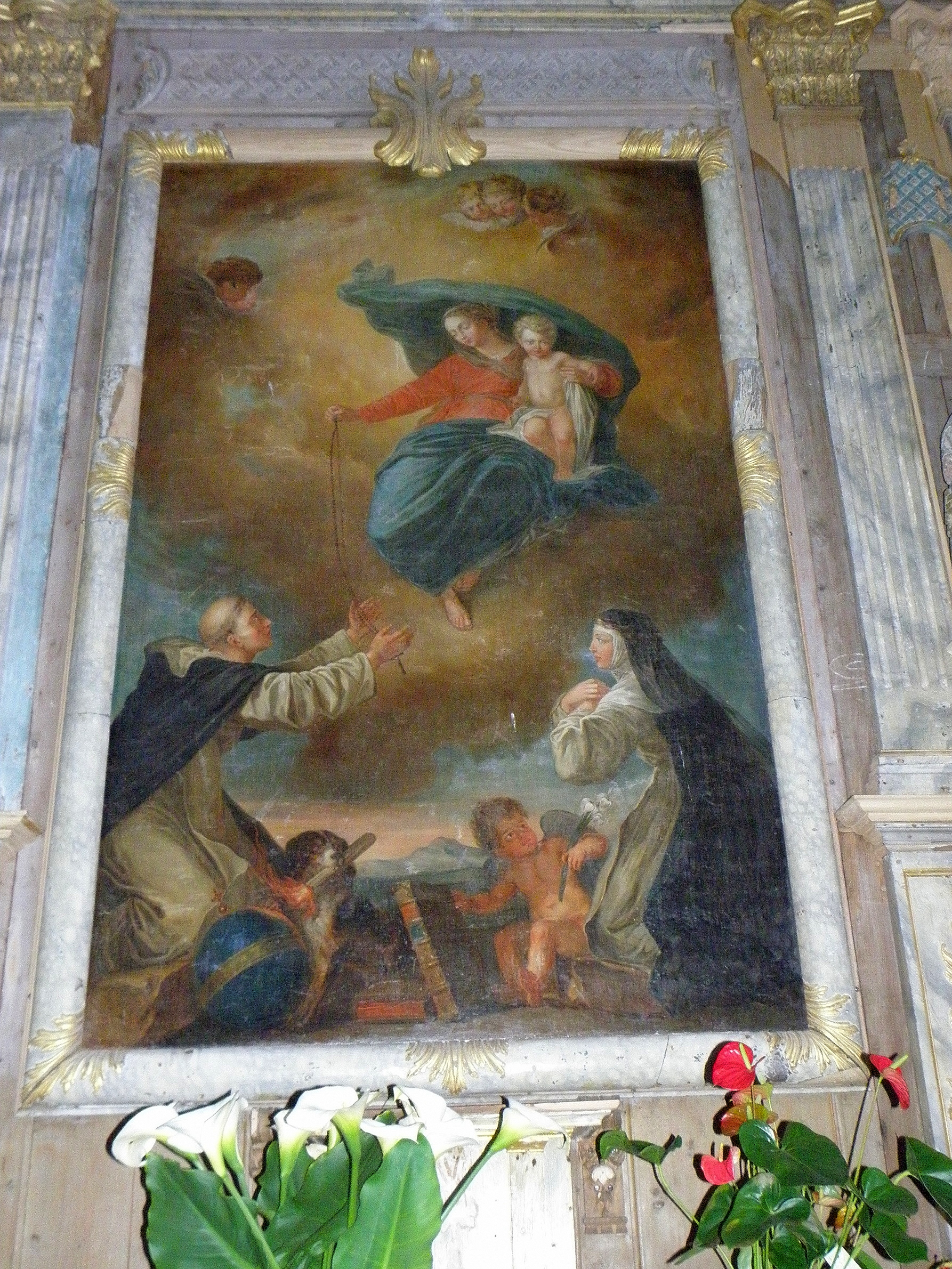
La donation du rosaire (copie par Félix Barret du tableau de François Valentin).
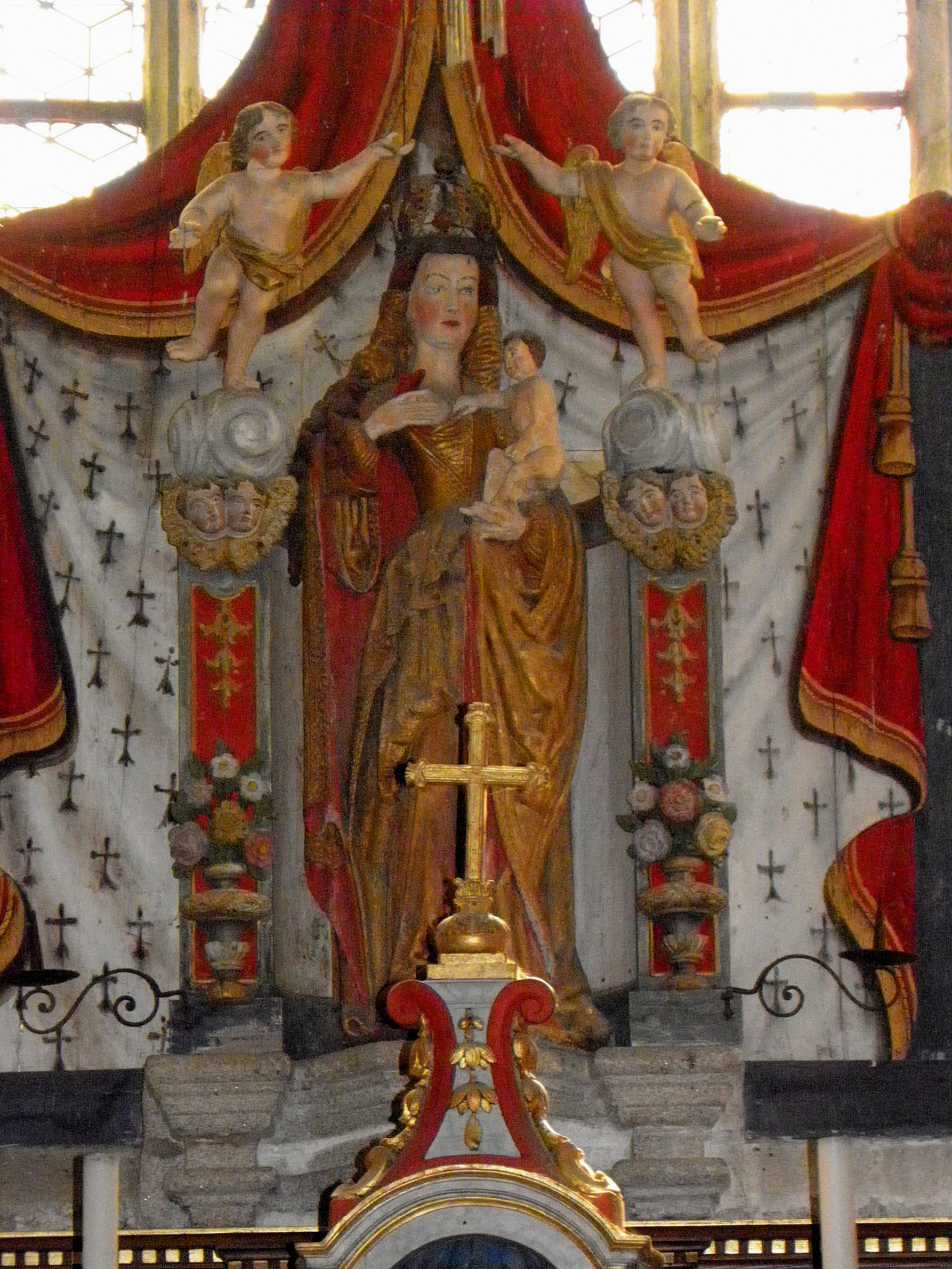
Itron Varia Kergoat (« Notre-Dame de Kergoat »).

La chapelle et le cimetière sont vendus comme biens nationaux le 19 thermidor an IV (6 août 1796). Le placître et le cimetière sont rachetés par la fabrique en 1804 et la chapelle rouverte au culte. L'orgue est réparé en 1852.
En 1900, Augustin de Croze écrit qu'« au Kergoat, les fidèles, hommes ou femmes, désignés pour porter bannières, reliques, dais ou statues à la procession du Pardon, n'omettent jamais d'offrir quelques cadeaux à la cure pour cette distinction fort recherchée ».

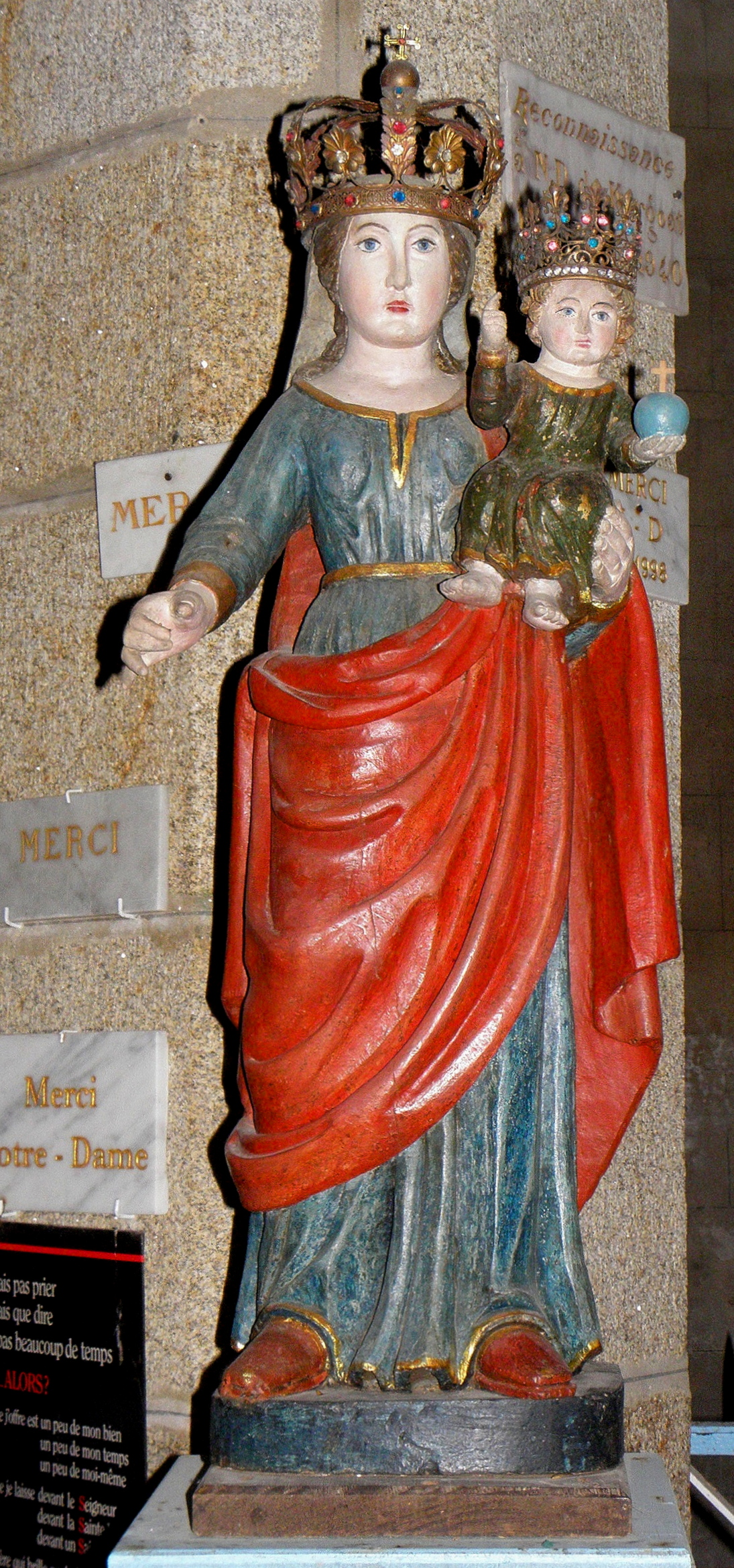
Statue de procession : Vierge à l'Enfant.
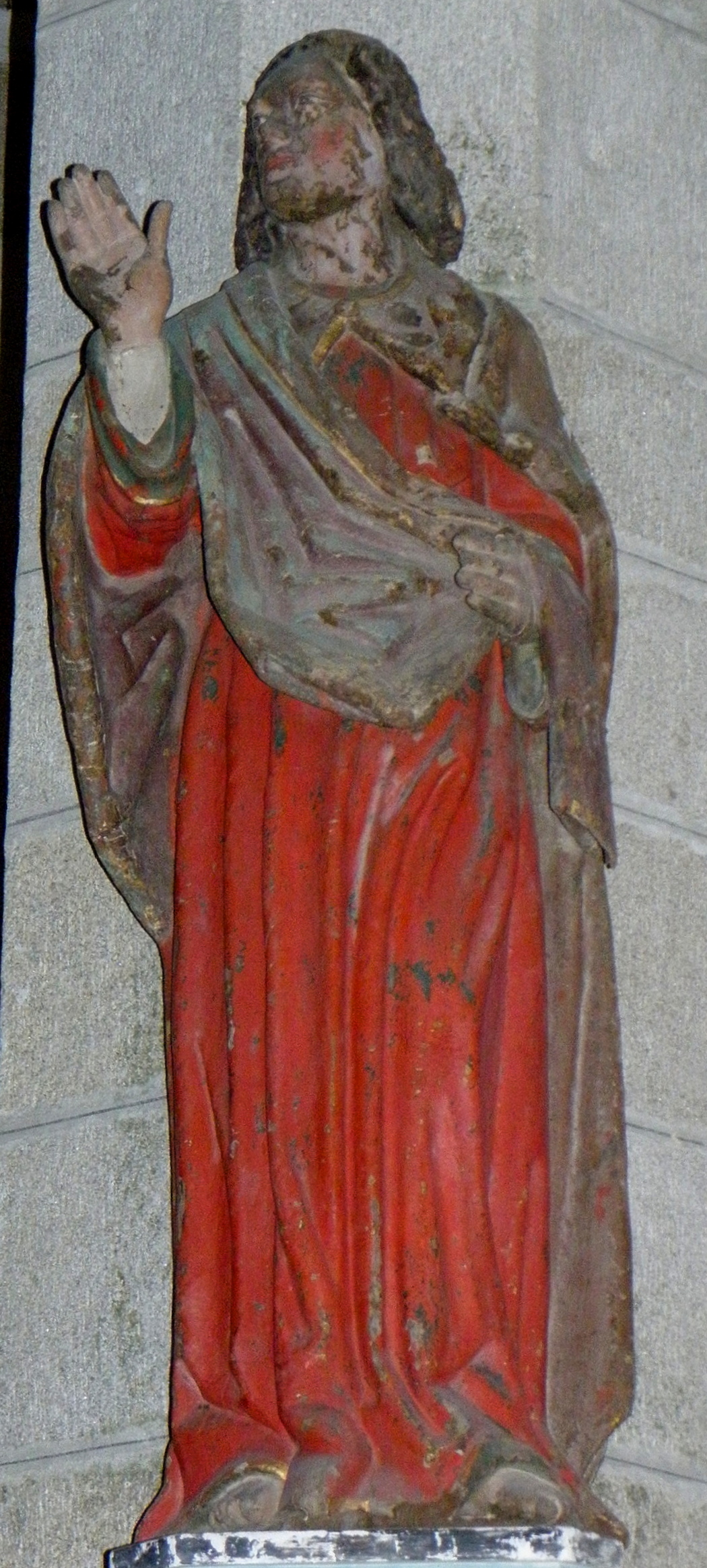
Statue de saint Jean l'Évangéliste.
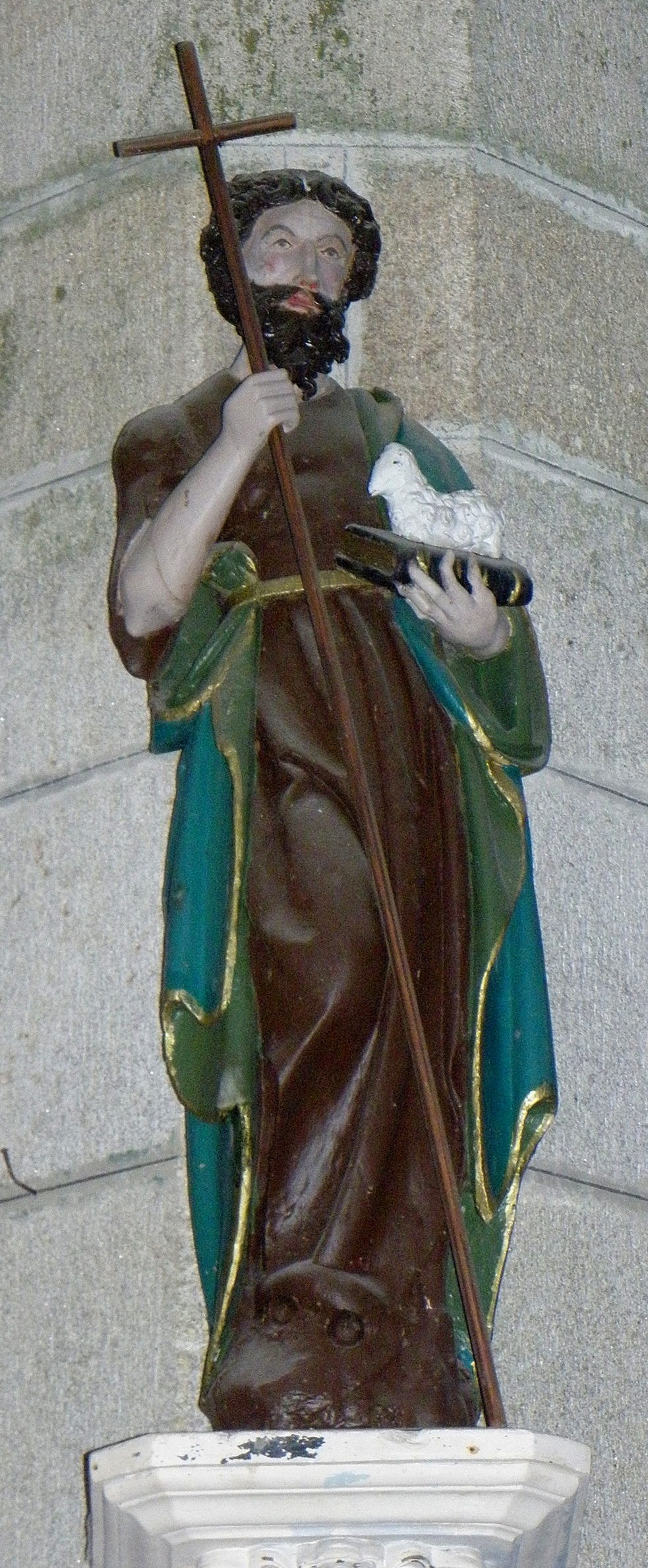
Statue de saint Jean-Baptiste.
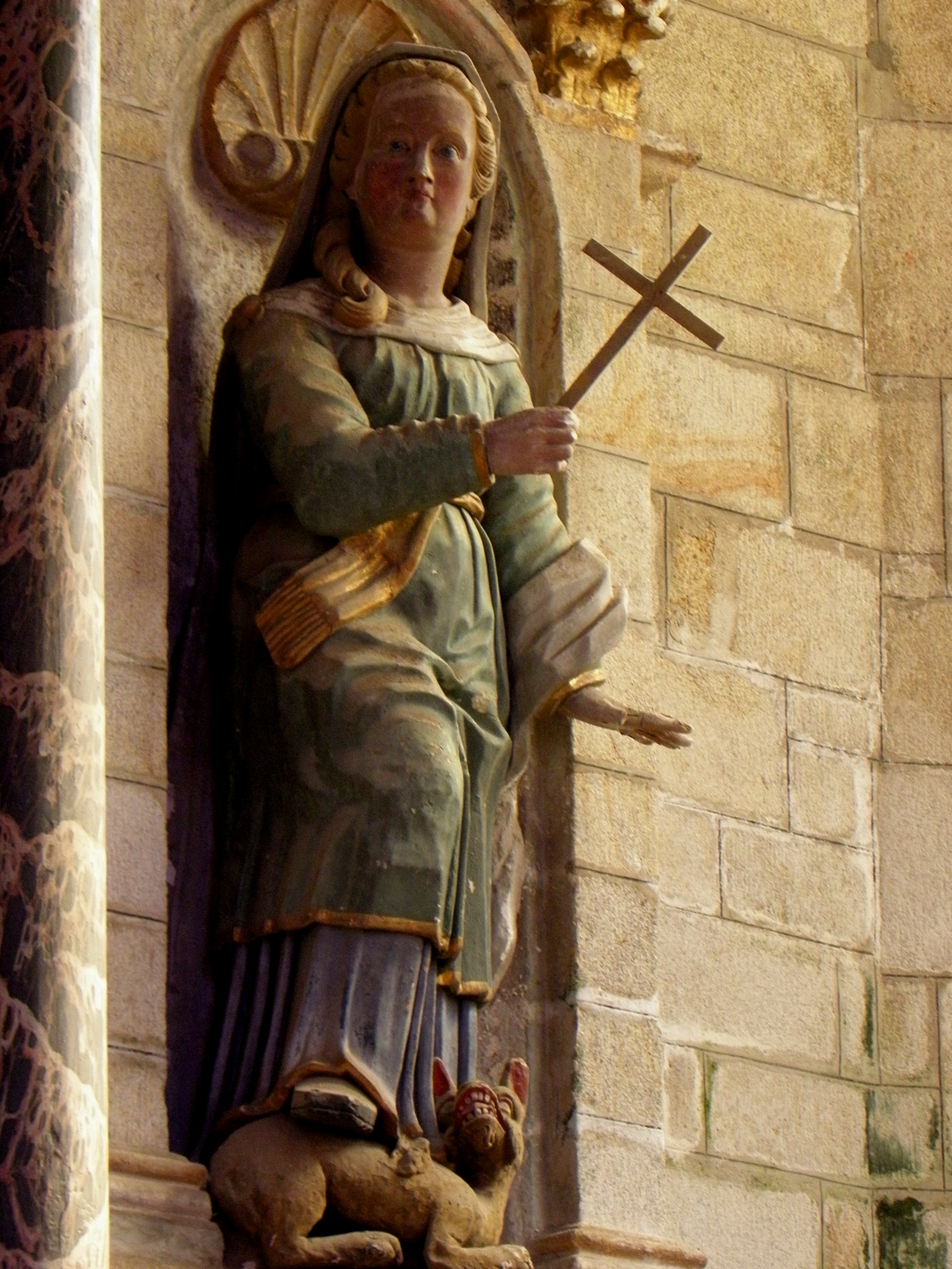
Statue de sainte Marguerite.
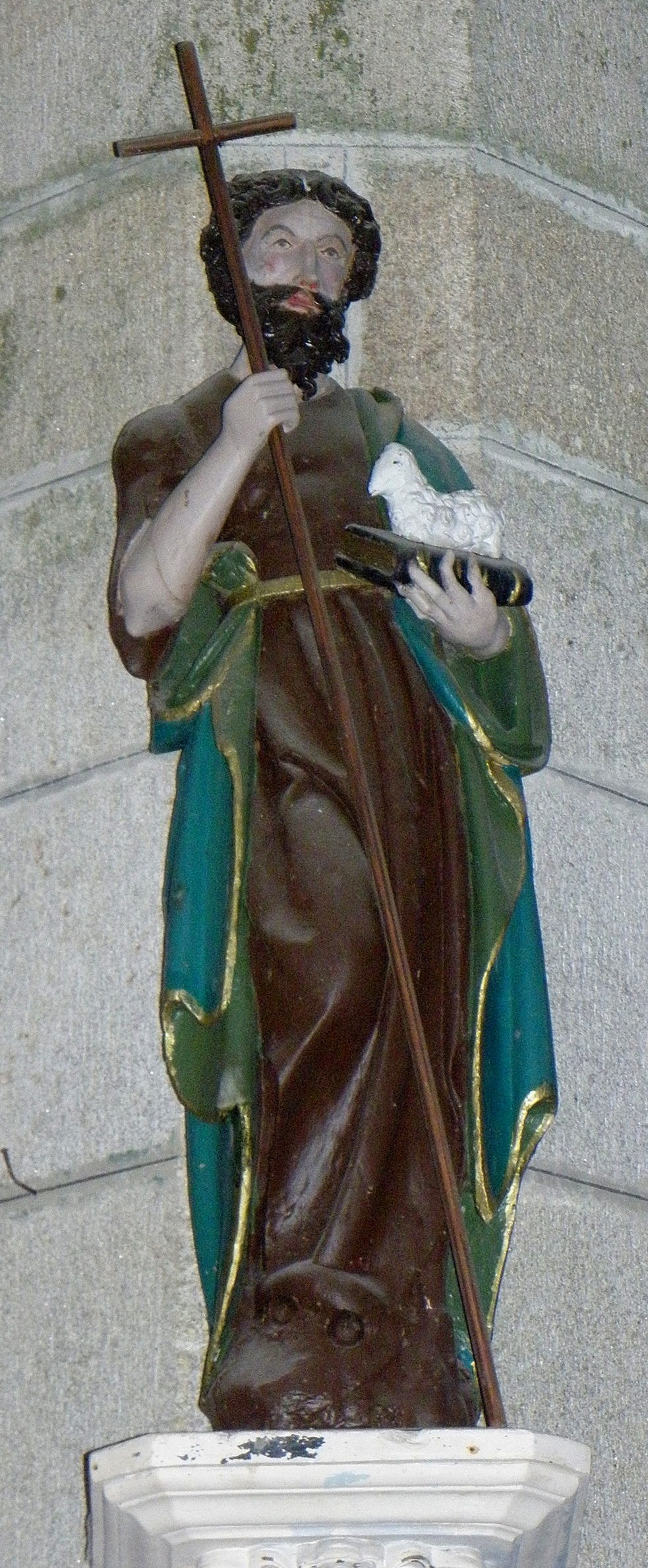
Statue de saint Mathurin.

## Description

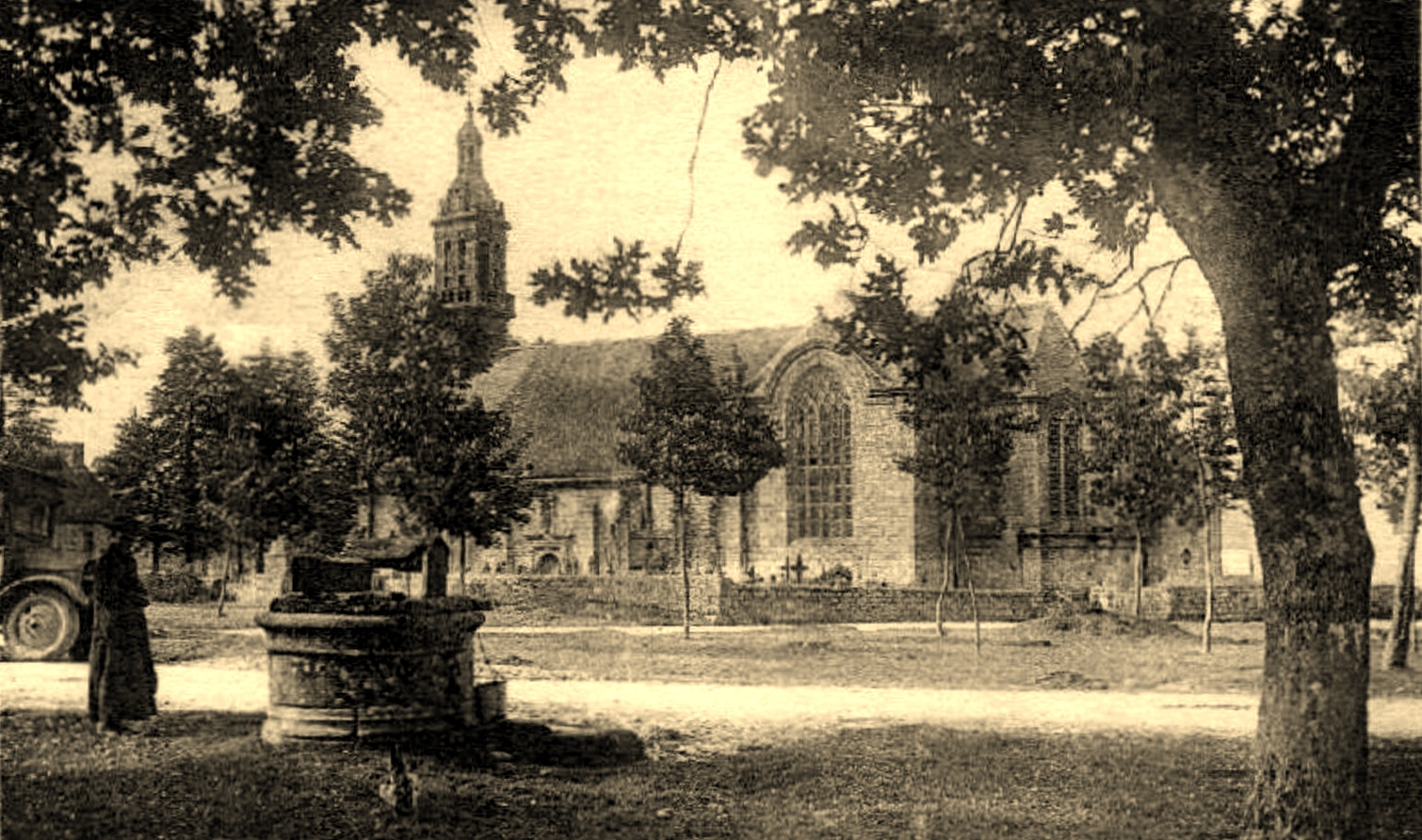
La chapelle Notre-Dame de Kergoat au début du XXe siècle (carte postale).

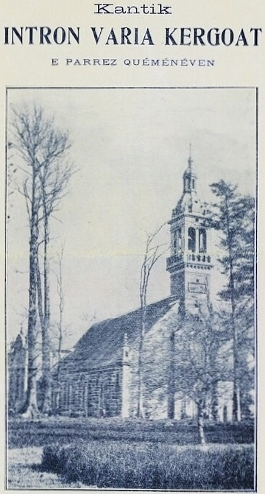
Kantik Intron Varia Kergoat e parrez Quéménéven ("Cantique à Notre-Dame de Kergoat en la paroisse de Quéménéven."), cantique en langue bretonne sur feuille volante, 1889).

Une description détaillée est disponible sur le site Internet de l'"Inventaire du patrimoine culturel en Bretagne".

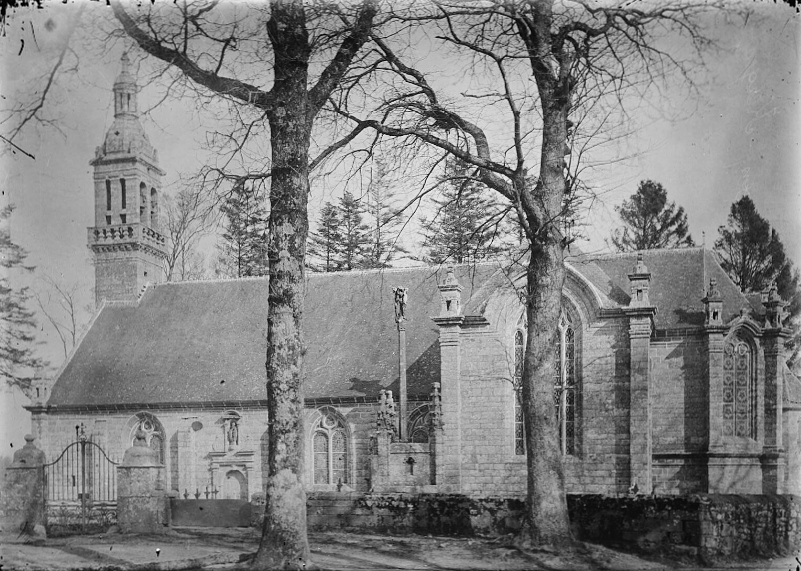
La chapelle Notre-Dame de Kergoat vers 1920 (photographie de Jean-Marie Abgrall.

Pierre Larousse fait vers 1880 la description suivante de la chapelle :

« L'édifice a été défiguré au XIIe siècle par une tour terminée en dôme, mais il offre des parties vraiment remarquables : nous citerons la hauteur des arcades ogivales de la nef et celle des fenêtres du transept et de l'abside. Plusieurs de ces fenêtres sont à meneaux fleurdelisés ; huit d'entre elles gardent encore de merveilleux vitraux médiévaux, parfaitement conservés, représentant la Vie de Jésus-Christ, l'histoire de Joseph vendu par ses frères, sa Résistance aux séductions de la femme de Putiphar, le Paradis et l'Enfer. « Ces verrières historiées, dit M. Pol de Courcy, le savant historiographe de Quéménéven, avec leurs mille couleurs changeantes, forment autour du sanctuaire une enceinte mystérieuse, et le demi-jour qu'elles répandent dispose singulièrement au recueillement et à la prière. Dans les tympans, on distingue à la maîtresse vitre les armes de Julien de Cleuz, marquis de Gage, époux en 1691 de Claudine de Kergorlay, dame de Guengat, et aux autres fenêtres les armes des familles de Langéouëz, du Heuc et de Poulmic ». La chapelle possède aussi deux tableaux estimés de Valentin. Au centre du cimetière, planté de chênes séculaires, s'élève une croix de granit, entourée de trois pinacles gothiques. Sur les degrés sont représentés plusieurs saints personnages agenouillés. Autour des branches de la croix, et voltigeant, trois anges recueillent dans des calices le sang des plaies du Rédempteur. »

La chapelle contient des statues de sainte Marguerite, sainte Barbe, saint Joseph, saint François, saint Mathurin, Jean-Baptiste avec la Vierge Marie. Quelques autres statues ont été déplacées au musée départemental breton de Quimper, à savoir saint Sébastien, saint Roch, sainte Marie Madeleine, sainte Barbe, la Vierge Marie et un Ecce Homo. Un vitrail représente une femme nue (Katell Kollet ?) poursuivie par le diable.
Notre-Dame de Kergoat était invoquée pour les hémorragies ; cette croyance provenait d'un jeu de mots : Ker Goad signifie "village du bois", mais "sang" se dit gwad.

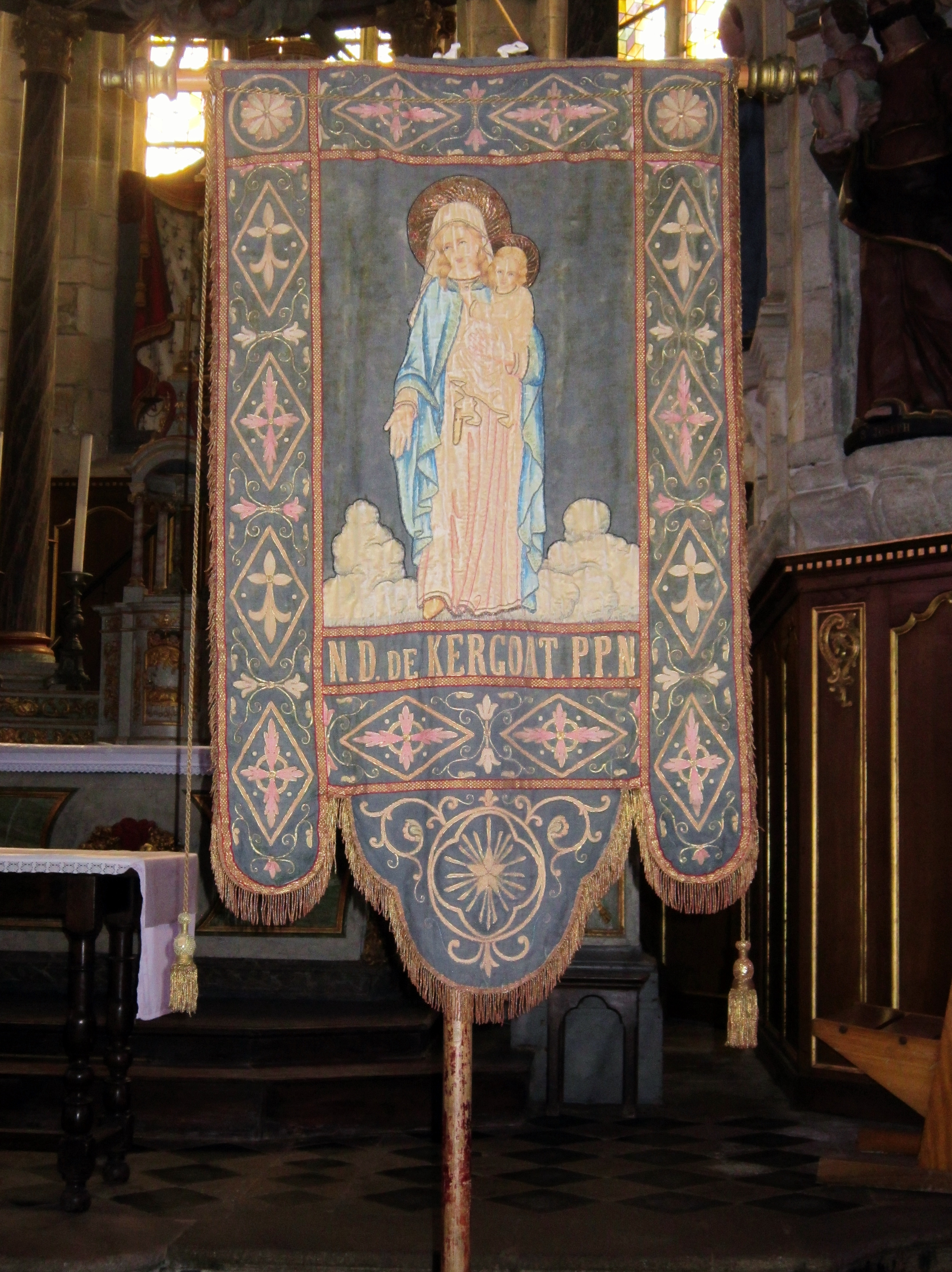
Bannière de procession de Notre-Dame de Kergoat.

Deux tableaux du peintre François Valentin furent commandés, respectivement en 1772 et 1774, par la fabrique de la chapelle, commande confirmée par le corps politique [assemblée des paroissiens] de Quéménéven le 21 juillet 1774, pour orner deux autels de la chapelle, respectivement un tableau du Saint-Rosaire et un tableau des Agonisants (un prêtre administrant l'extrême-onction à une agonisante) ; il est possible que ce dernier tableau représente la mort de Marie Suzanne de Muzillac, première épouse de René de Keroulas, seigneur de Treffry, décédée vers 1763. Mais l'humidité de la chapelle, entourée par de grands arbres, était telle qu'en 1838 Armand du Châtellier indique déjà que ces tableaux sont très endommagés et la décision fut prise de les transporter au château de Kerrien en Quimper et transposés sur de nouvelles toiles par un artiste anglais, Gowland. Les deux tableaux présents dans la chapelle sont des copies (le tableau originel du Rosaire peint par Valentin a d'ailleurs disparu).
A. Marteville et P. Varin, continuateurs d'Ogée, écrivent en 1853 que la chapelle de Kergoat « d'une construction élégante, est remarquable parce qu'elle renferme deux tableaux de Valentin, dons faits par les seigneurs de Keroulas. De ces deux toiles, l'une est la Vierge au Rosaire ; l'autre, qui mérite de faire toute l'attention des connaisseurs, représente un touchant épisode. Une jeune marquise de Keroulas, près d'expirer, a voulu recevoir l'extrême-onction, étendue sur une couche de paille. Son mari, ses enfants, l'entourent ; le prêtre officie... Ce tableau est d'un effet déchirant. Malheureusement l'humidité ronge ces deux tableaux, dont l'art regrettera bientôt la perte ». 
Le peintre Jules Breton (1827-1906), qui séjourne à Douarnenez depuis 1865, assiste au pardon de l'été 1890. Il a choisi de représenter le moment où, après les vêpres, la grande procession fait le tour de la chapelle monumentale, entourée de cordons de cire, pour y rentrer. Des mendiants se sont rassemblés le long du parcours au milieu des tombes. Les miraculés marchent en tête.
Les vitraux de la nef de la chapelle datent du XVIe siècle.

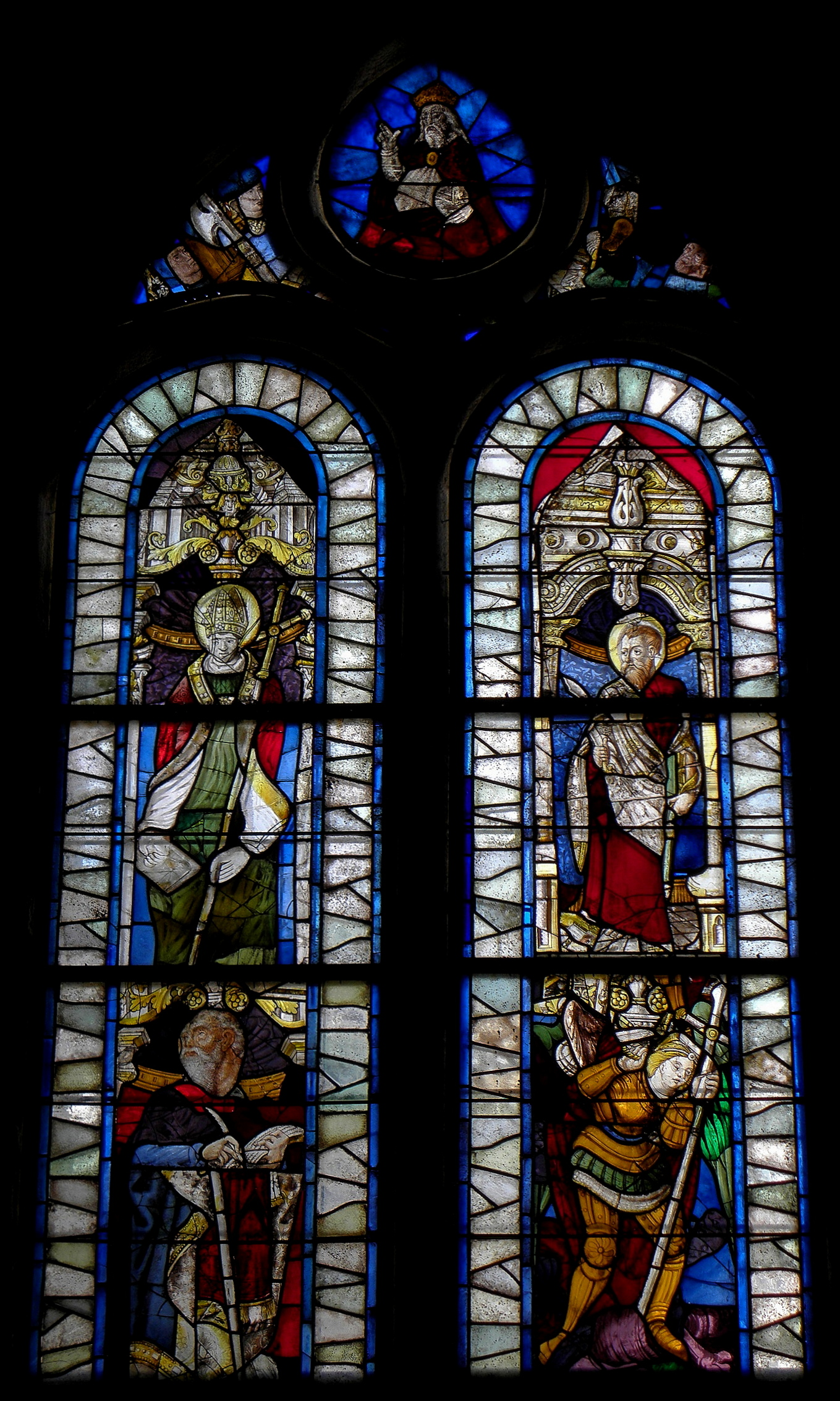
Vitrail de la baie no 6.
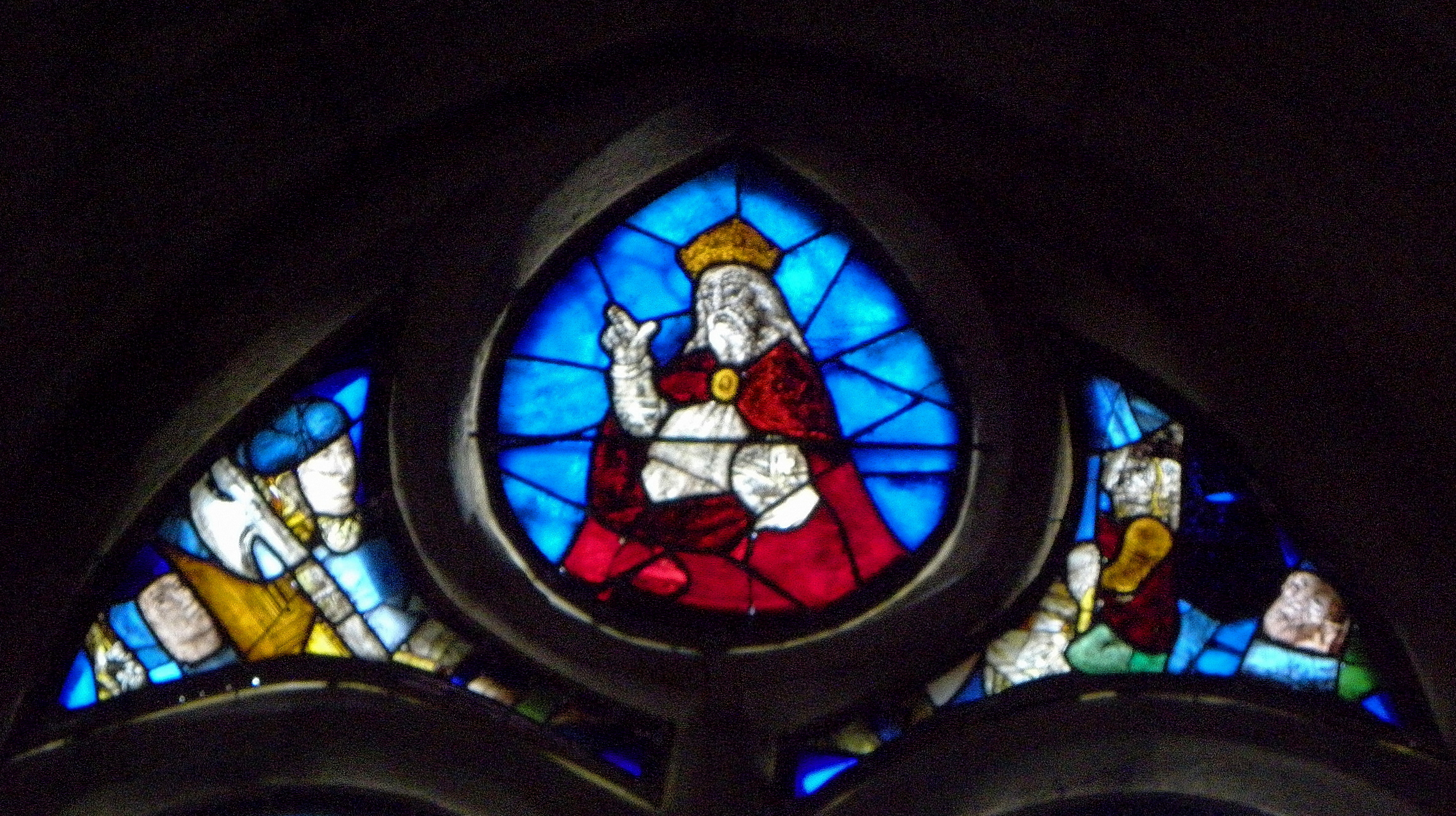
Détail de la baie no 6 (Dieu le Père).
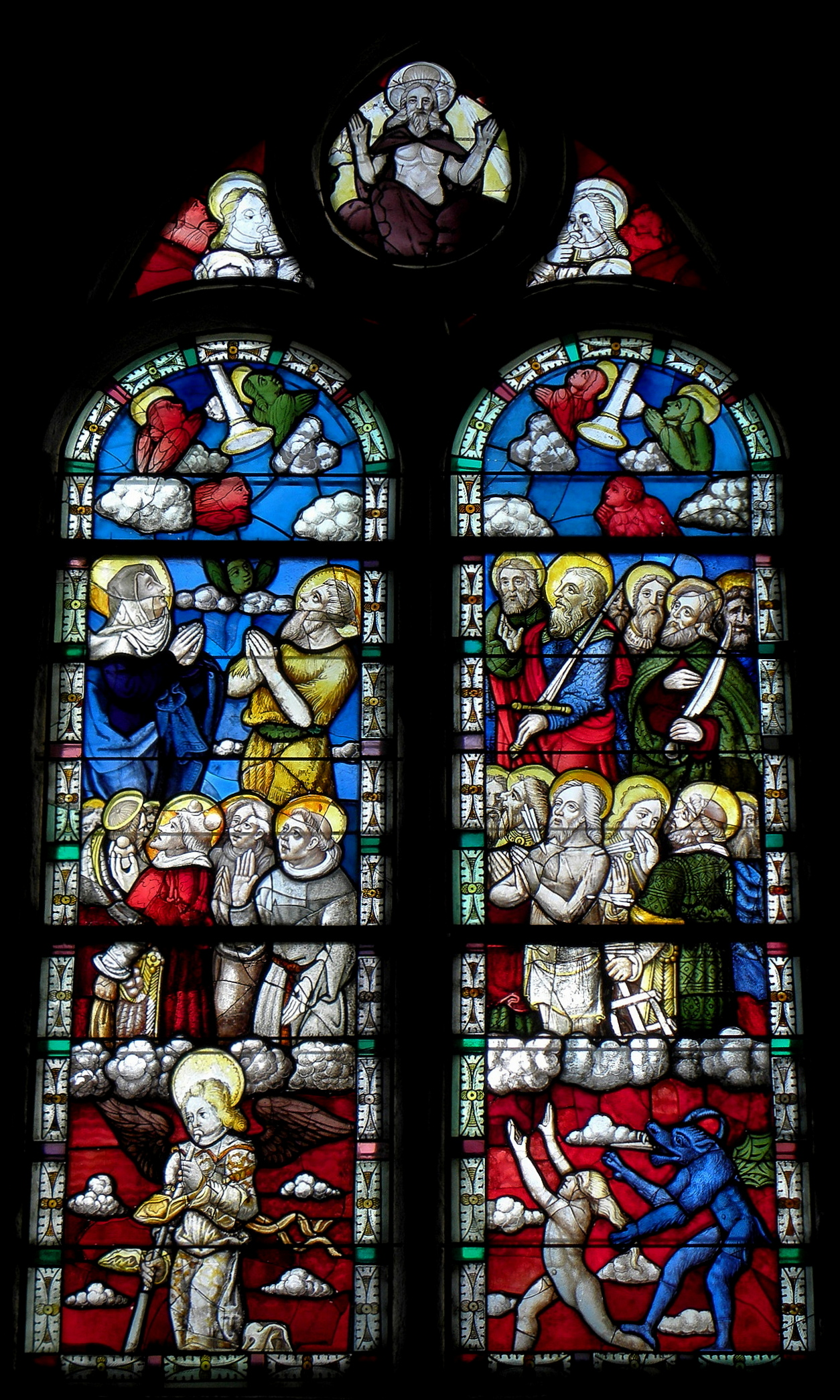
Vitrail de la baie no 7.
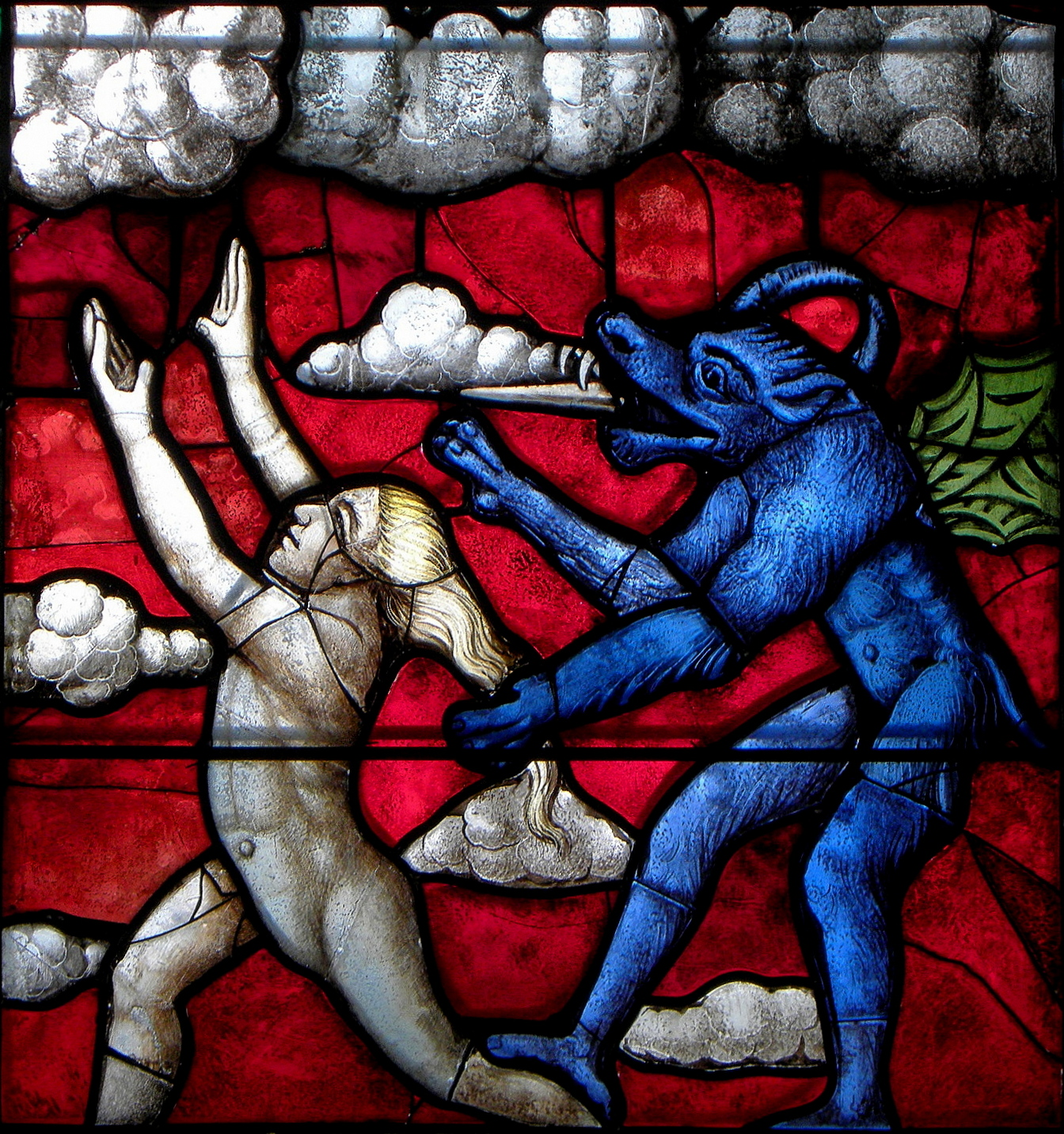
Détail du vitrail de la baie no 7.
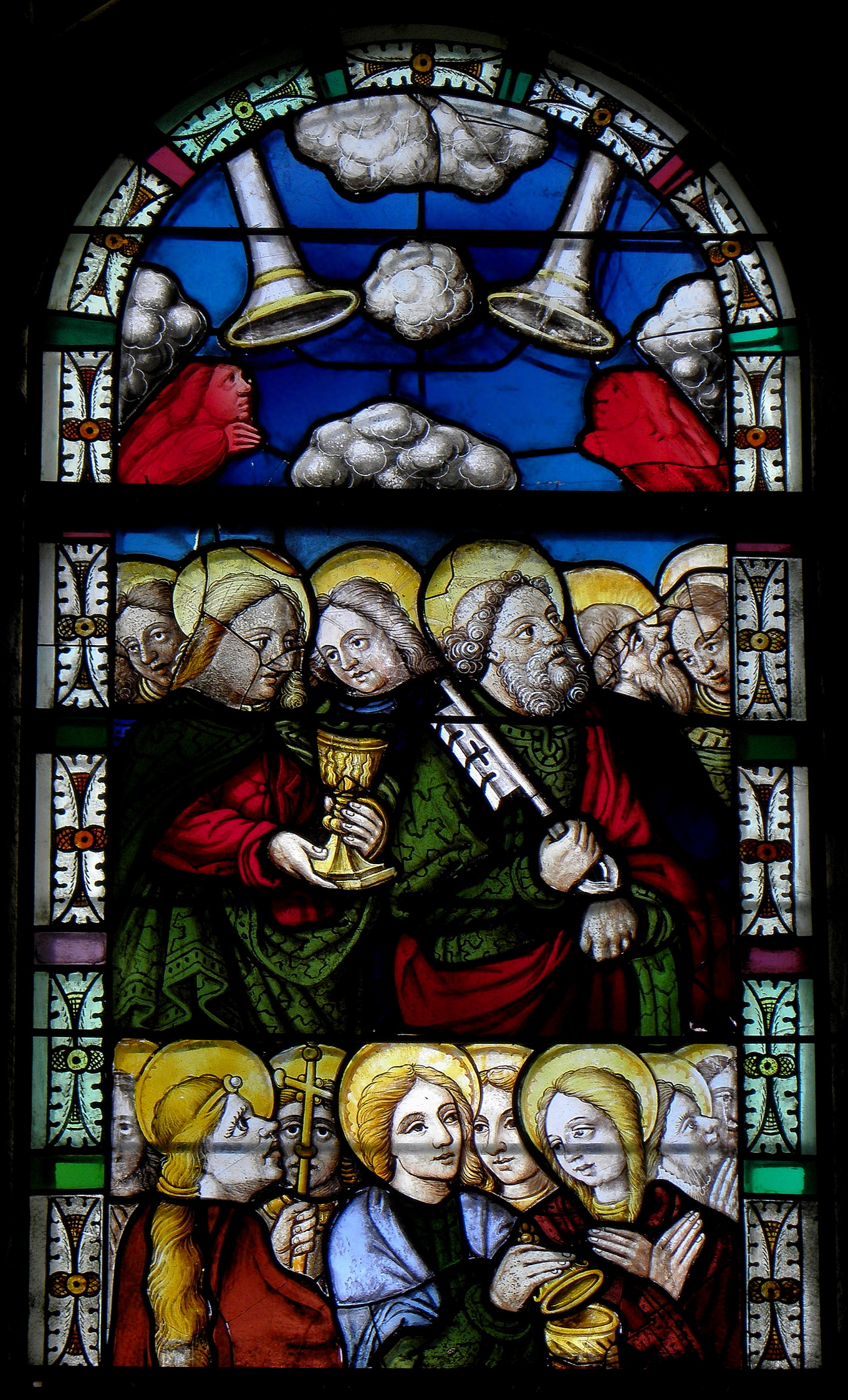
Vitrail de la baie no 9.
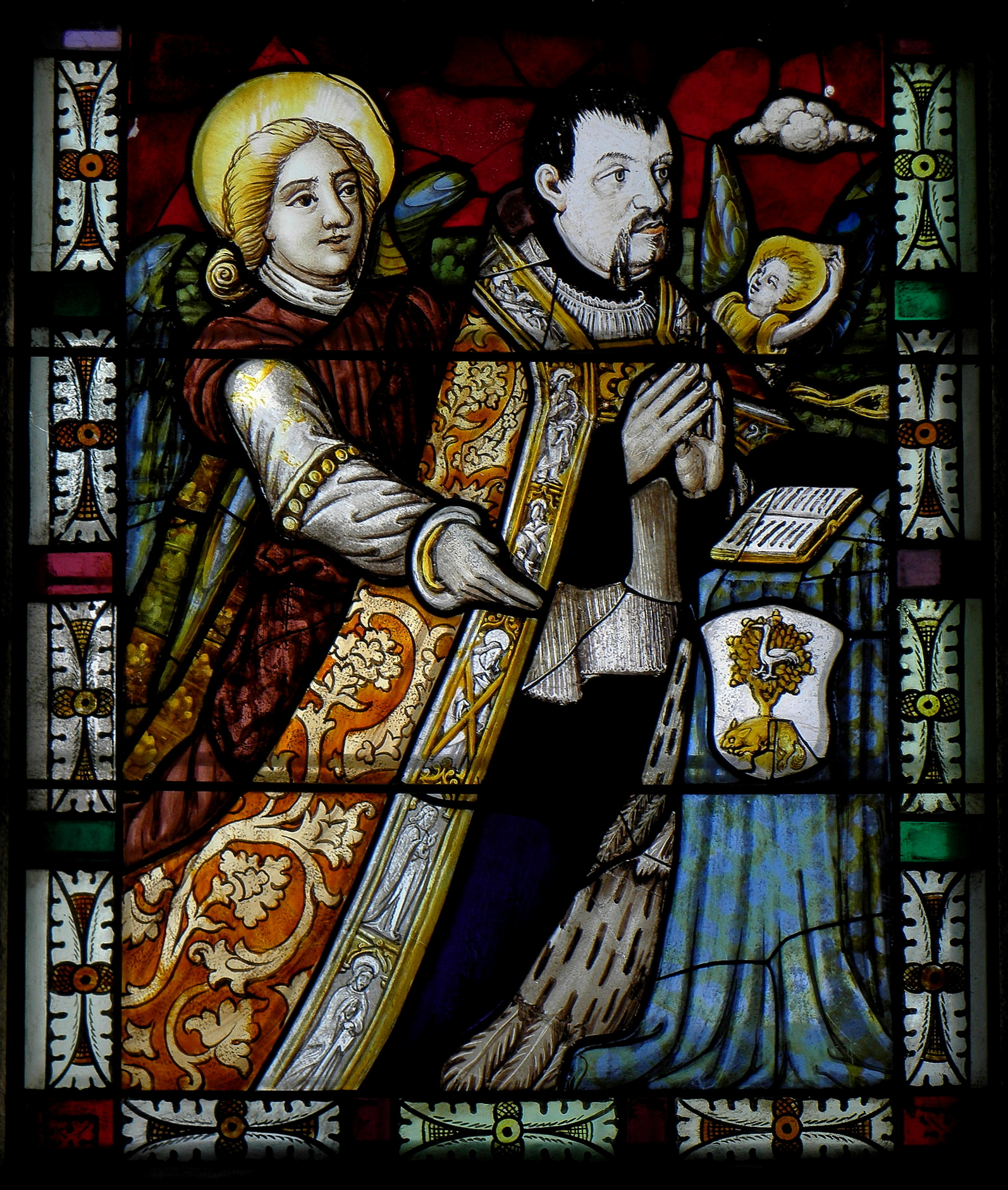
Vitrail de la baie no 9, détail.
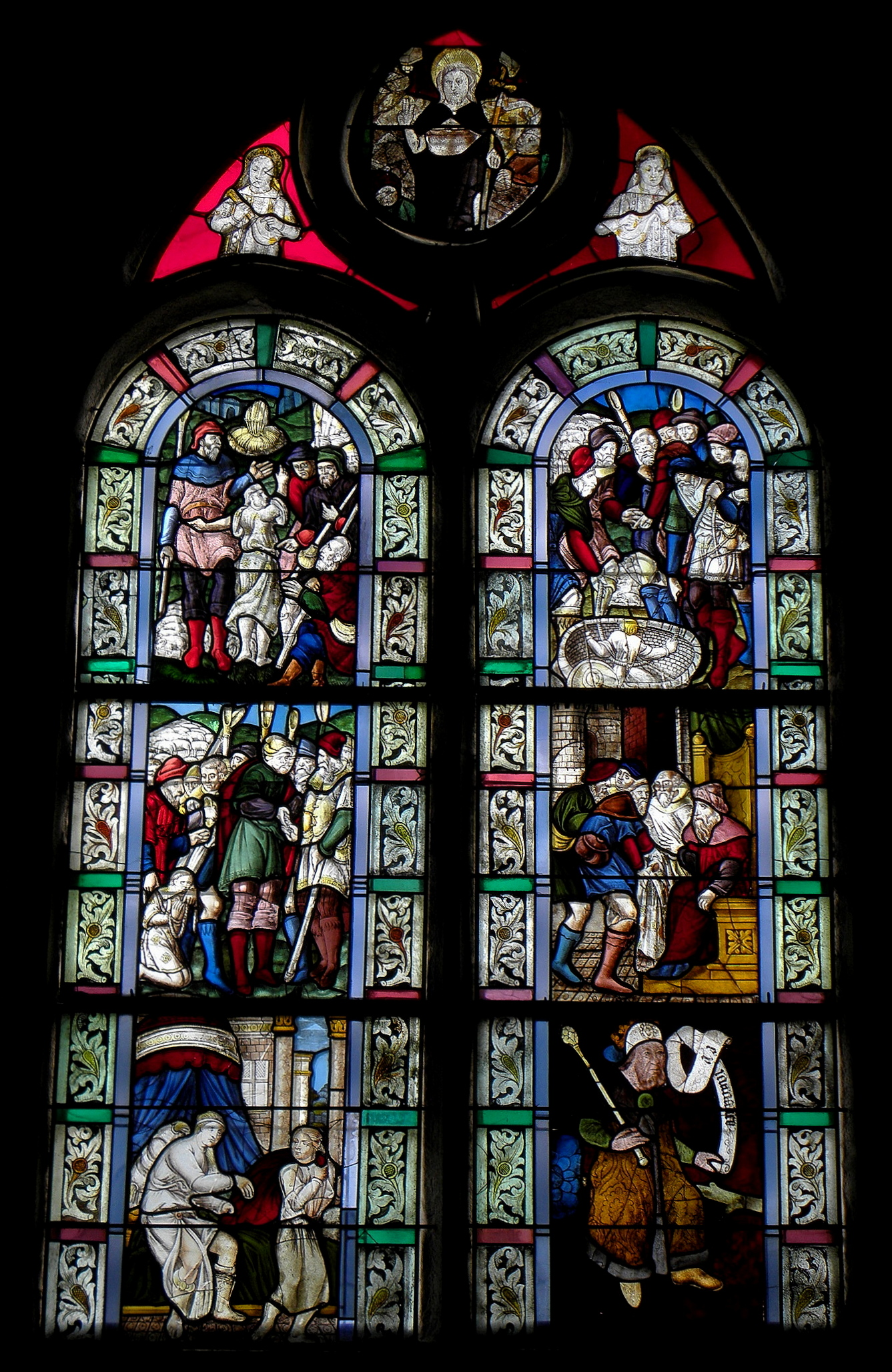
Vitrail de la baie no 11.

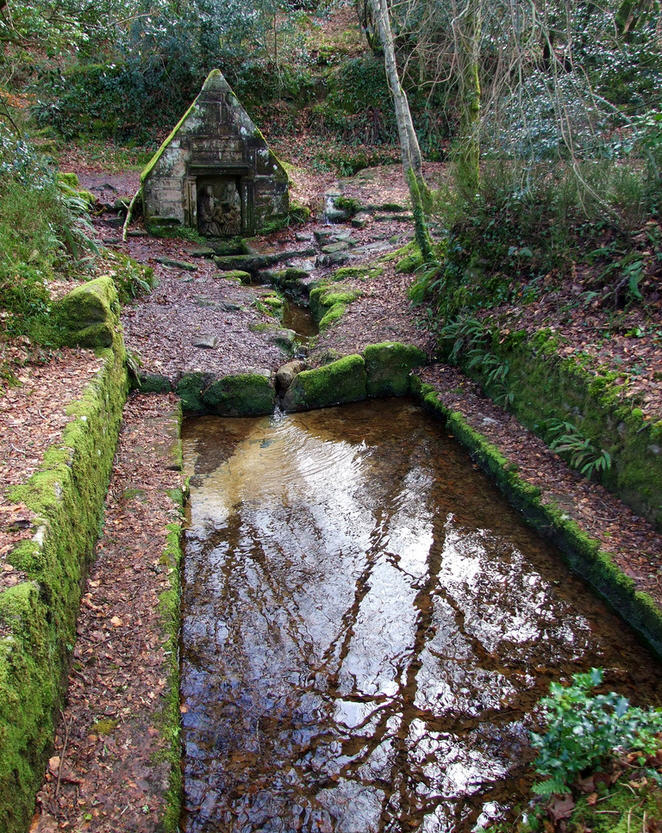
La fontaine de Kergoat, située à quelques centaines de mètres de la chapelle.

Une fontaine dédiée à Notre-Dame de Kergoat se trouve au pied de la montagne de Locronan, à quelques centaines de mètres de la chapelle. C'est aux abords et sur cette montagne que se déroule la Grande Troménie, pèlerinage qui se déroule tous les six ans, sur le modèle du calendrier celtique. Cette troménie, qui attire des milliers de pèlerins, passe d'ailleurs sur une partie de la commune de Quéménéven, à l'ouest de Kergoat.
Plusieurs tombes de membres des familles de Poulpiquet de Brescanvel et de La Roque Trémaria se trouvent au pied du calvaire. Cette famille habitait le manoir de Tréfry qui est passé aux mains de la famille de Poulpiquet de Brescanvel en raison du mariage le 10 novembre 1867 à Quéménéven de Jean Marie Césaire de Poulpiquet avec Marie de La Roque Trémaria.
Le monument aux morts de Quéménéven fut inauguré le 3 octobre 1920. La commune fit le choix de l'implanter sur le placître de la chapelle Notre-Dame de Kergoat.
En 1930, le conseil municipal de Quéménéven décida de faire abattre les vieux chênes qui entouraient la chapelle et lui faisaient de l'ombre, accentuant l'humidité. Cette décision suscita des protestations, un article de La Revue du Touring-Club de France écrit que bientôt « derniers vestiges de l'antique forêt du Névet (...), sous les coups sacrilèges de la cognée, l'antique plantation de Notre-Dame de Kergoat aura disparu » et parle d'« un véritable acte de vandalisme »

## Le calvaire de la chapelle de Kergoat
Le calvaire de la chapelle de Kergoat mesure 6,50 mètres de hauteur. Il comprend une table pour accueillir les offrandes. Les statues représentent Jean le Baptiste, saint Guénolé, saint Jean l'Évangéliste et une Vierge de Pitié. Le calvaire est inscrit au titre des monuments historiques par arrêté du 28 octobre 1926, la chapelle est inscrite par arrêté du 4 mars 1935.